# Primarias del Partido Republicano de 2008 en Virginia
Las Primarias republicanas de Virginia, 2008 fueron el 12 de febrero de 2008. Esta fue una primaria abierta con 63 delegados (60 delegados designados) en juego en el formato de "el ganador se lo lleva todo". El distrito de Columbia y Maryland ambos también tuvieron sus primarias el mismo día, combinados ellos son conocidos como la Primaria Potomac.
CNN ha proyectado como ganador a John McCain.

## Resultados
| Candidato     | Votos   | Porcentaje | Delegados |
| ------------- | ------- | ---------- | --------- |
| John McCain   | 244,135 | 50.65%     | 60        |
| Mike Huckabee | 198,247 | 41.13%     | 0         |
| Ron Paul      | 22,066  | 4.58%      | 0         |
| Mitt Romney*  | 17,532  | 3.64%      | 0         |
| Total         | 481,980 | 100%       | 60        |

*Candidato ha suspendido su campaña antes de esta primaria.